# 條紋麗脂鯉
條紋麗脂鯉，為輻鰭魚綱脂鯉目脂鯉亞目脂鯉科的其中一個種，為熱帶淡水魚，分布於南美洲Paraíba do Sul河及巴西里約熱內盧至聖埃斯皮里托沿岸淡水流域，體長可達8.5公分，棲息在底中層水域，生活習性不明。

## 扩展阅读
- 維基物種上的相關：條紋麗脂鯉